# In Case of Emergency

Logo von Im Notfall

In Case of Emergency (kurz ICE), englisch für „im Notfall“, bezeichnet ein umstrittenes Verfahren zur Kennzeichnung von Adressbucheinträgen in Mobiltelefonen. Die Rufnummern von Angehörigen, die in einem Notfall benachrichtigt werden sollen, werden unter dem Kürzel „ICE“ abgespeichert. Im deutschsprachigen Raum wird alternativ auch das Kürzel IN (für „Im Notfall“) verwendet.
Anfang 2005 hat der britische Rettungssanitäter Bob Brotchie eine Initiative zur Verbreitung dieses Verfahrens begonnen. Das Verfahren soll Rettungsdiensten erleichtern, die Angehörigen von Unfallopfern zu ermitteln. Später hat Bob Brotchie in Großbritannien die Bezeichnung „ICE“ als Marke schützen lassen und einen kostenpflichtigen Dienst zur telefonischen Benachrichtigung Angehöriger unter dieser Bezeichnung gegründet.
Durch Medienberichte und Kettenbriefe hat das Verfahren in einigen Ländern Bekanntheit erlangt. Im Juli 2005 tauchte erstmals in einem Blog die Idee auf, im deutschsprachigen Raum statt „ICE“ das leichter verständliche „IN“ zu verwenden. Seit 2008 empfiehlt die internationale Norm E.123 ein sprachunabhängiges Verfahren, das Ziffern und aussagekräftige Namen zur Kennzeichnung wichtiger Nummern verwendet.
Bei älteren Mobiltelefonen mit Sperrbildschirm ist das Verfahren sinnlos, denn Fremde können das Telefon nicht benutzen und haben keinen Zugriff auf die im Adressbuch eingespeicherten Nummern. Bei neueren Mobiltelefonen ist es möglich, Notfallkontakte und Informationen wie die Blutgruppe zu hinterlegen, die auch auf dem Sperrbildschirm verfügbar sind.

## Anleitung
Anleitung für das Kennzeichnen von Kontaktpersonen für Notfälle im Adressbuch von Mobiltelefonen nach dem „IN“-Verfahren:
1. Im Handy einen Kontakt namens „IN“ anlegen, gefolgt vom Namen der Kontaktperson, z. B. „IN Mutter“ oder „IN David“.
2. Die Telefonnummer der Kontaktperson speichern.
3. Die IN-Kontaktperson davon in Kenntnis setzen, dass man sie als solche im Handy führt.

Beim „ICE“-Verfahren würden die Einträge „ICE Mutter“ oder „ICE David“ lauten, beim international standardisierten E.123-Verfahren dagegen „01Mutter“ oder „02David“.

## Kettenbriefe
Im Zusammenhang mit dem ICE-Verfahren sind mindestens zwei E-Mail-Kettenbriefe im Umlauf. Der eine wirbt für die Verwendung des ICE-Verfahrens unter Berufung auf vermeintliche Empfehlungen angesehener Organisationen. Der andere ist eine Falschmeldung, die vor einem vermeintlichen Handy-Virus warnt. Beide E-Mails enthalten mutwillig gefälschte und irreführende Angaben und sollten nicht weiterverteilt, sondern gelöscht werden.

## Kritik und Positionen von Rettungsdiensten

### Deutschland
- Der Arbeiter-Samariter-Bund Deutschland (ASB) hielt in einer Pressemeldung im Jahr 2009 ausdrücklich fest, dass Empfehlungen für ICE-Nummern nicht von offizieller Seite verschickt werden, und bat darum, diese nicht zu beachten und nicht weiterzuleiten. Des Weiteren riet der ASB von dem ICE-Verfahren ab, da nicht ausgeschlossen werden könne, dass die ICE-Nummern von Dritten missbräuchlich verwendet werden könnten. Stattdessen empfahl der ASB, im Geldbeutel eine Notiz mit den Daten der im Notfall zu informierenden Personen zu hinterlegen.[8]
- In einem Artikel der Norddeutschen Neuesten Nachrichten aus dem Jahr 2014 stand René Glaeser, der Werkleiter Rettungsdienst beim Landkreis Prignitz, dem ICE-System skeptisch gegenüber. Einerseits, weil in erster Linie die Behandlung der Notfallpatienten und nicht die Benachrichtigung von Angehörigen im Vordergrund stehe, und andererseits aus Sicht des Datenschutzes, da der Zugriff auf Daten von Angehörigen durch Dritte nicht ausreichend geschützt sei.[9]
- Lutz Dieckmann vom Notärzteverein Prignitz und zugleich ärztlicher Leiter des Rettungsdienstes beim Landkreis Prignitz betrachtete die Kennzeichnung wichtiger Telefonkontakte grundsätzlich als sinnvoll. Dieckmann merkte jedoch ebenfalls an, dass der Datenschutz zu klären sei, und empfahl, Informationen zur Benachrichtigung von Angehörigen schriftlich zusammen mit dem Personalausweis zu verwahren.[9]

### Österreich
Das Österreichische Rote Kreuz (ÖRK) unterstützt ICE-Nummern grundsätzlich, empfiehlt jedoch anstatt „ICE“ die Verwendung des Kürzels „IN“. Einerseits wegen der möglichen Verwechslung mit Bob Brotchies kostenpflichtigem Telefondienst, da nach Ansicht des ÖRK die Initiative „frei von finanziellen Interessen bleiben“ sollte. Außerdem wird die Verwendung der Bezeichnung „IN“ empfohlen, um Missverständnisse zu vermeiden, da das Kürzel ICE im deutschsprachigen Raum bereits mit dem Hochgeschwindigkeitszug Intercity-Express assoziiert werde.

### Schweiz
Der schweizerische Interverband für Rettungswesen (IVR) distanziert sich ebenfalls von den Kettenbriefen und dem ICE/IN-Verfahren und stellt fest, dass damit aus verschiedenen Gründen „kaum ein verwertbarer Nutzen“ erzielt werden könne. Laut IVR sei es eine „schlichtweg falsche Behauptung“, dass es sich bei der Verbreitung des ICE-Verfahrens um ein „Anliegen der Rettungsdienste“ handle, wie in der Betreffzeile des Kettenbriefes behauptet werde; des Weiteren bezeichnet der IVR die Verbreitung in Form eines Kettenbriefes als „nicht nur fragwürdig, sondern geradezu verwerflich“. Unter anderem kritisiert der IVR, dass Helfer dazu verleitet werden könnten, im Mobiltelefon nach einem solchen Eintrag zu suchen, anstatt lebensrettende Sofortmaßnahmen durchzuführen und Erste Hilfe zu leisten.